# 리영희
이영희(李泳禧, 1929년 12월 2일~2010년 12월 5일)는 대한민국의 언론인·교수·사회운동가이다.

## 이력
평안북도 운산 북진면에서 출생하였으며, 본관은 평창. 국립해양대학교(現 한국해양대학교)를 나온 그는 경상북도 안동공립중학교에서 영어교사로 근무 중 한국 전쟁이 발발하자 1950년 육군 갑종사관 예하 국군 통역장교로 자원 입대하여 육군 소위 임관하였고 육군 소령 계급에 이를 때까지 복무하였다. 1957년 1월 28일을 기하여, 대한민국 육군 소령 예편 후 언론인으로 활동하면서 1957년에서 1964년까지 합동통신 외신부 기자, 1964년에서 1971년까지 조선일보와 합동통신 외신부장을 각각 연임했다.
1960년 미국 노스웨스턴 대학교 대학원 신문학과에서 석사과정 연수 수료하였고, 1972년 이후 한양대학교 문리대학 교수 겸 중국문제연구소 연구교수로 재직하였다. 한양대학교 교수로 재직 중 박정희 정권에 의해 1976년 해직되어 1980년 3월 복직됐으나, 그 해 여름 전두환 정권에 의해 다시 해직되었다가 1984년에 복직, 군사정권 기간 동안 4번 해직, 5차례 구속을 당했다. 1987년 미국 캘리포니아 대학교 버클리의 정식 부교수로 초빙되어 '평화와 갈등' 특별강좌를 강의하였고, 1995년 한양대학교 교수직에서 정년퇴임하였다. 2000년대 후반부터 간경화로 투병, 2010년 12월 5일 사망하였다.

## 생애

### 생애 초기

#### 출생과 가계

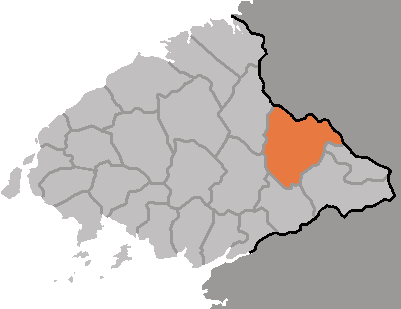
리영희가 태어난 평안북도 운산군

리영희는 1929년 12월 2일 평안북도 운산군 북진면에서 출생하여 다섯 살 되는 해에 삭주군으로 이사하여 외남면 대관동에서 성장하였다. 아버지 리근국(李根國)은 영림서(營林署) 직원이었고 어머니 최희저(崔晞姐)는 지주의 딸이었다. 그가 태어나고 자란 평안북도 운산이나 삭주는 중앙정부에서 멀리 떨어진 변방이라 늘 소외되어 있었는데, 금광이 있는 지역이라 구한말부터 일제 강점기까지 외세의 수탈에 시달려야만 했다. 리영희는 5세부터 14세까지 10년 동안 삭주에 살았는데, 그에게 있어 삭주군 대관동은 마음의 고향이었다. 유치원 2년을 마치고 소학교에 진학하였을 당시 중일전쟁이 시작되어, 교과 과정은 전시(戰時) 색채가 짙어지고 중국 전선에 나가 있는 일본군에게 위문편지를 쓰는 일이 잦아졌다. 당시 어린 리영희는 별 생각 없이 일본어를 국어로 알고 학교 공부에 열중하였고, 창씨개명까지 할 수밖에 없었다.

#### 유년기와 소년기
1944년 봄, 소학교를 졸업한 리영희는 신의주사범학교(新義州 師範學校)와 경성공립공업학교(京城公立工業學校) 두 군데 모두 합격하였는데, 아버지와 6학년 담임 일본인 교사가 내린 결정에 따라 경성공립공업학교 전기과에 진학하였다. 리영희의 서울 유학생활은 고달팠다. 일제 말기여서 식량은 배급제로 하루 세 끼 밥을 먹기 어려웠고, 만주에서 기름을 짜고 남은 콩깻묵이나 강냉이 죽으로 끼니를 때울 수밖에 없었다. 학업은 3학년을 끝으로 일절 중단되고 4학년부터는 전시동원체제에 따라 노동에 동원되었다. 학비와 하숙비를 합친 서울 생활비가 한달에 40원가량 들었는데, 아버지의 월급은 고작 90원 정도여서 고향집에서는 늘 리영희의 유학비 때문에 힘겨워했고, 리영희 자신은 부모가 그리 어렵게 마련하여 보내준 학비를 내고 공부는커녕 노동에 동원되는 일상이 그토록 안타까울 수가 없었다.

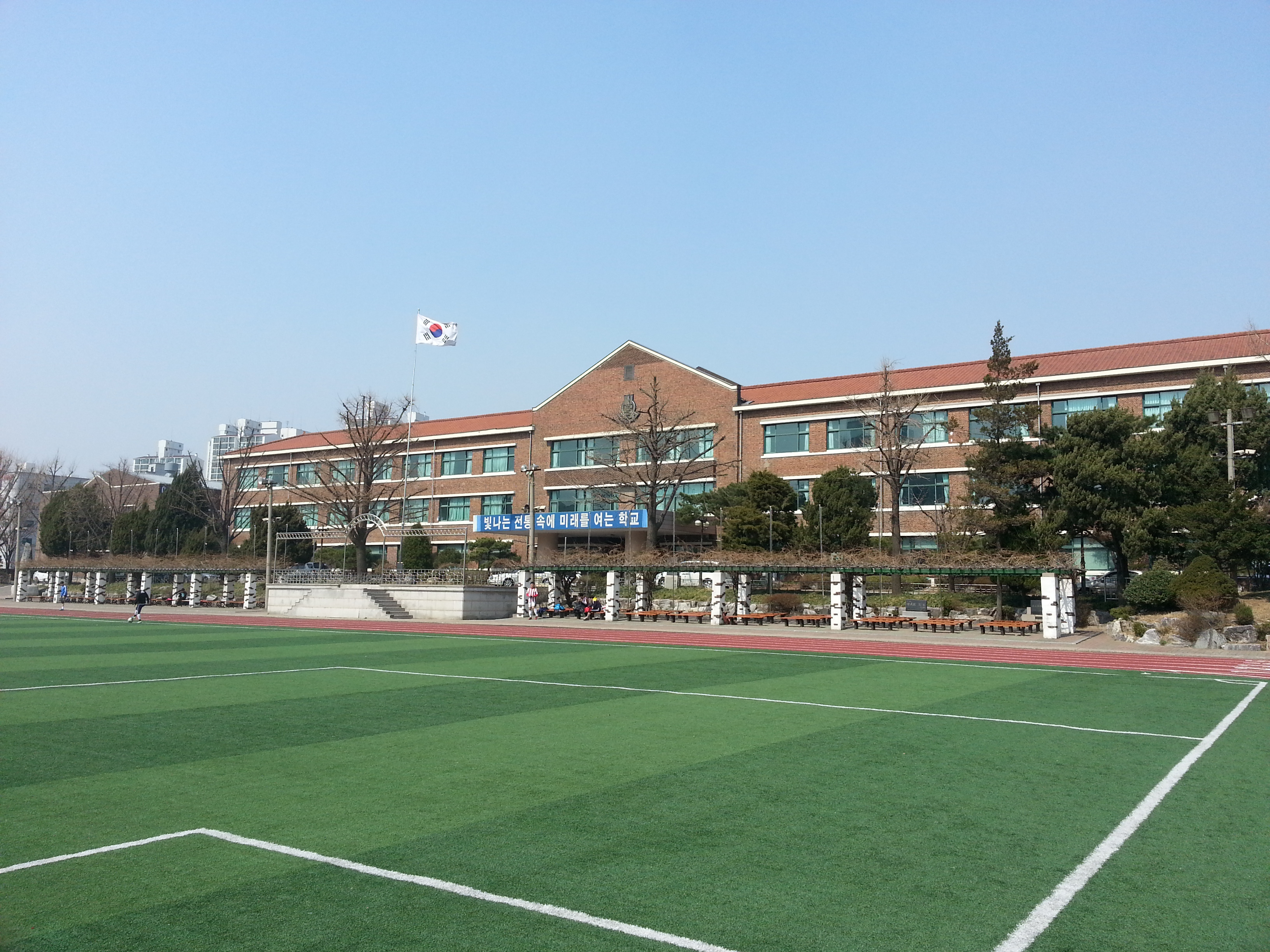
모교 경성공립공업학교 (현 서울공업고등학교)

### 청년기

#### 광복 후
날마다 되풀이되는 근로동원과 배고픔으로 질식할 것 같은 상황을 탈피하고자 부모에게 고향에 가게 해달라는 편지를 보냈는데 ‘부친 위독’이라는 전보가 왔고, 담임 교사의 귀성 허가를 받아 1945년 8월 10일 고향집으로 돌아갔다. 당시 가족이 있던 평안북도 창성군 청산면은 깊은 산골마을이라 리영희는 8월 16일에야 일제의 패망과 조선의 독립 소식을 듣게 되었다.
여기는 대관보다 훨씬 산골이어서 주민들은 종전 소식을 전혀 몰랐어요. 그런데 16일 아침부터 마을 끝에 있는 경찰관 주재소에서 순사들이 부리나케 들락날락하고, 뭔가 불태우는 연기가 피어오르기 시작한 거요. 그제야 주민들은 무슨 큰일이나 난 것을 직감하고 파출소로 몰려갔어. 그제야 일본이 패망하고 해방이 됐다는 것을 알았어요.

당시 17세였던 리영희는 3년여 동안 서울 유학을 하면서 정신적으로 많이 성장하고, 시대상황을 어느 정도 파악하고 있었지만 일제가 그렇게 빨리 패망할 줄은 몰랐었다. 신문이나 방송의 보도, 저명인사들의 강연이 마치 일본이 전쟁에서 승승장구하는 것처럼 하였던 이유에서였다. 고향에 머물던 리영희는 날마다 소학교 교정에서 열리는 해방 축하모임에 참석하였고, 당시의 리영희는 민족해방이나 독립국가 건설이라는 것보다는 굶주리지 않고 실컷 먹을 수 있고, 근로동원이 아닌 공부하는 학교로 돌아갈 수 있다는 희망에 부풀어 있었다.
학교들이 다시 문을 연다는 소식을 듣고 광복이 되던 해 11월 다시 상경하였다. 광복이 되고 미군정 체제가 수립되면서 학교가 미국식으로 편제되어 6년제가 된 고등학교 5학년에 편입하였고, 해방정국에서 리영희는 사회가 돌아가는 형편없는 모습을 보면서 분노의 좌절을 겪었다. 친일세력이 청산되기는커녕 더욱 득세하면서 해방 뒤 정치지형이 바뀌게 되고 독재·독점체제가 이루어진 것에 리영희는 두고두고 분노와 개탄을 삭이지 못했다. 고등학교를 졸업하고 1946년 봄 다시 고향으로 내려갔다. 고향에서 리영희는 중학교 학생모임을 만들어 새로운 시대의 사명과 역할 등에 관한 토론과 집회를 열었고, 한글 야학을 시작하여 루소의 《에밀》, 존 스튜어트 밀의 《자유론》 등을 읽었다. 리영희의 아버지는 일제 강점기의 공무원이었음에도 불구하고, 쫓겨나지 않았는데 이는 새로 생긴 인민위원회로부터 그 분야의 행정원 및 기술자 양성을 위촉받고 현직에 머물도록 조처된 것이었다. 이는 리영희의 아버지가 평소 주민들로부터 좋은 평판을 받았던 이유에서였다.

#### 해양대학교 재학 시절
미군정에 줄을 댄 친일파, 기회주의자가 날뛰는 사회에서 아무런 연고도 없는 18세의 리영희가 맨손으로 살아가기에 서울은 살벌했다. 그러던 중 1946년 학비가 면제되고 숙식을 비롯한 경비 일체를 국가에서 부담하다는 국립해양대학 (현 한국해양대학교) 창설 신입생 모집공고를 보게 되었고, 이에 응시하여 같은 해 7월 입학하였다. 마음먹은 공부를 더하고 싶었지만 등록금 마련은 고사하고 하루 생활하기도 힘겨운 터에 찬밥 더운밥 가릴 처지가 아니었다.

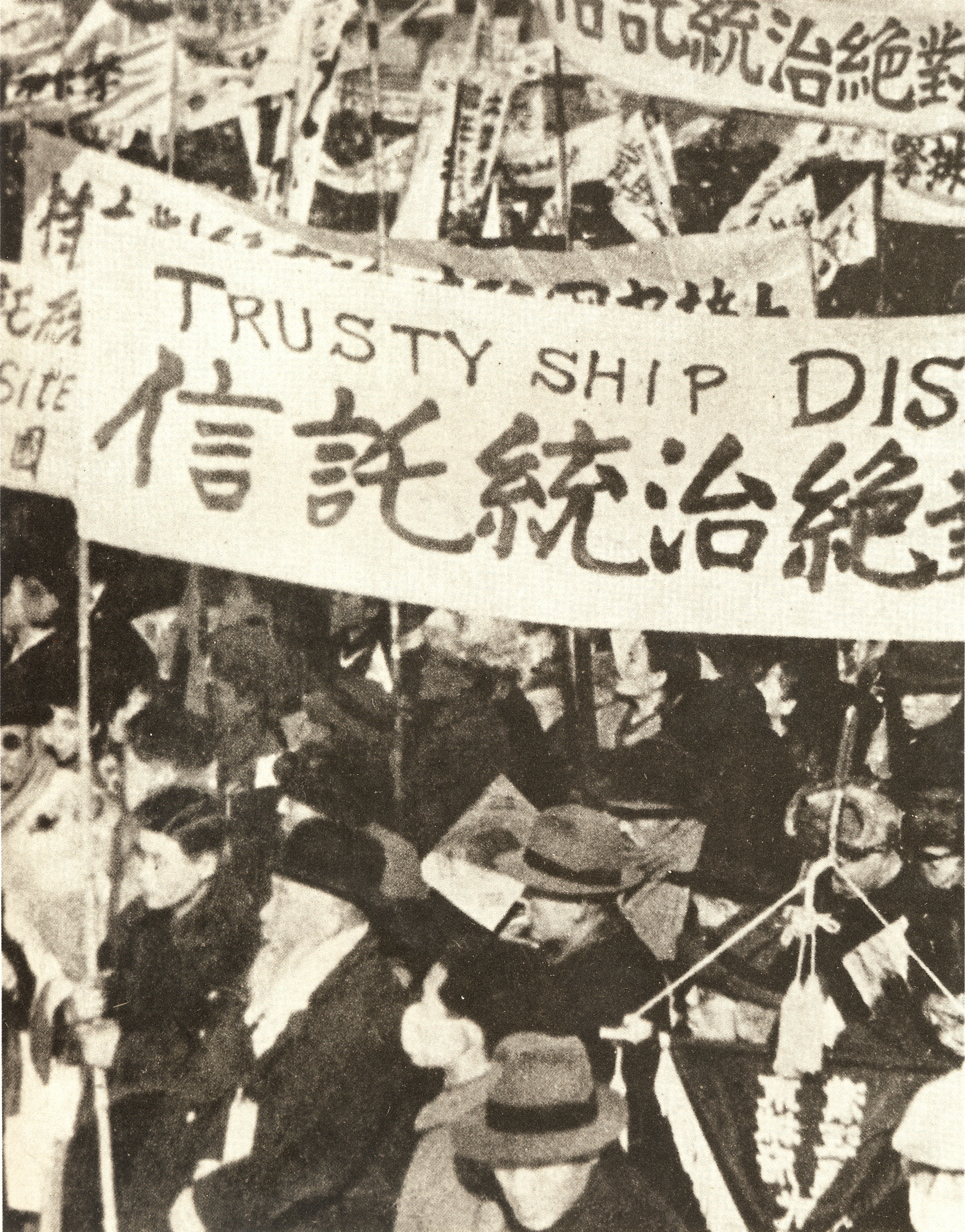
신탁 통치 반대 운동

해양대학에 몸담고 있는 동안 해방정국은 신탁통치 문제로 더욱 어수선해졌다. 당시 군산에서 학교생활을 하던 리영희는 신탁 통치 반대 운동에서 반탁 운동에 나서면서 대중연설을 하기도 했으나, 학생 신분인 관계로 찬·반탁 투쟁이나 정세의 흐름에 깊이 관심을 가질 여유가 없었다.
그러던 중, 학교로부터 부산에서 석탄을 싣고 인천으로 운반하라는 명령을 받고 이를 시행 중에 부산에서 중무장한 국군 1개 대대를 싣고 여수항으로 항해했는데, 배가 신시가지 쪽으로 접근 하자 육지로부터 총격을 받았다. 이른바 여수·순천 사건을 우연히 겪게 된 것이다.

#### 교직 생활
1950년 3월 국립해양대학을 졸업하여 앞길을 궁리하던 중 친구 부친이 교장으로 있는 경상북도 안동군 소재 안동공립중학교 영어교사로 취직하였다.

### 국군 장교 생활

#### 한국 전쟁과 통역장교 입대
한국 전쟁이 일어나자 리영희가 재직하던 학교도 문을 닫았고, 가족과 함께 안동을 떠나 대구에 도착하여 교육구청에 들렸을 때 ‘유엔군 연락장교단 모집’ 공고문을 보고 특히 영어교사를 우대한다는 내용에 망설임 없이 연락장교 모집에 응했다. 한국 전쟁으로 한 순간에 영어교사에서 육군 장교후보생이 된 리영희는 국군의 반격으로 전선이 북상하는 중 임관되어 보병 제11사단 제9연대에 배속되었다. 리영희가 속한 제11사단은 지리산 토벌작전에 투입되었는데 1950년 늦가을까지 속리산 일대의 인민군 패잔병 소탕작전을 벌였다.

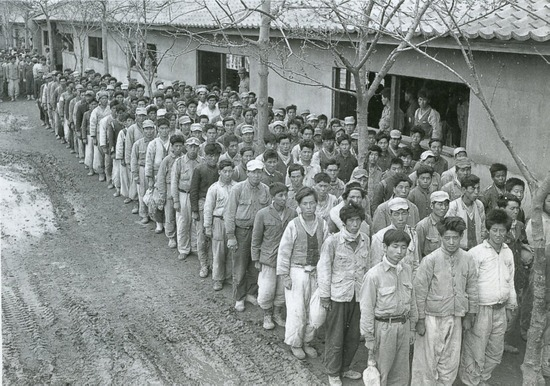
소집된 국민방위군

1951년 1월, 국민방위군 사건 발생 당시 국군 통역장교로 지내면서 이 사건을 직접 접하고 목격하면서 국군 수뇌부 대다수가 일본군이나 만주군 출신들로 구성되어 있는 것에 분개해왔던 터라 분노와 증오의 감정을 가누기 어려웠지만 한낱 통역장교의 처지로서는 어쩔 수 없었다. 훗날 리영희는 “이승만정권과 지배적 인간들, 그 체제 이념의 적나라한 증거였다”고 회고하였다. 리영희가 지켜본 국군의 행태는 아무리 급조된 부대이고 전시체제라고 해도 부정부패와 인명 경시, 폭력, 병무행정의 난맥상, 세력가 자제들의 전방에서 후방 전속 등 총체적 비리였다.
그 당시 철저하게 부패했던 우리 군대에서 지휘관급 장교면, 그것이 위관이든 영관이든 국가가 규정한 월급 이외에 부정행위로써 경제생활이 가능했지요. 간단한 예로 자기 부대 보급품인 쌀을 병사들에게 지급하지 않고 횡령하여 착복하는 일이 흔히 있었어, 내가 근무했던 육군 인쇄공창의 커다란 창고에는 인쇄용 종이가 가득 차 있었어. 공창 소속 참모장교들은 이 종이를 내다 팔아서 생활하고 술 마시고 흥청댔어요.

이후 같은 해 2월 거창 양민 학살 사건이 자신이 속한 부대가 자행했다는 사실을 알게되면서 전쟁에 대한 회의감과 국군 고위간부들의 부정부패에 분노를 가지게 되어 제1공화국 정부 체제에 대하여 강한 혐오감을 느꼈다고 회고하였다.
어째서 이 나라에서는 인간말살의 범죄가 ‘공비’나 ‘빨갱이’라는 한마디로 이처럼 정당화 될 수 있는가 하는 의문이 그 후부터 머리를 떠나지 않게 되었다. 이것은 내가 이데올로기의 광신(狂信) 사상과 휴머니즘에 대한 멸시를 깨쳐야겠다는 강렬한 사명감 같은 것을 느낀 계기가 되었다.

거창 양민 학살 사건은 국내·외에 큰 파문을 불러왔다. 국내 언론은 철저히 통제되어 보도가 되지 않았지만 외신에 대대적으로 폭로되었다.

#### 전쟁 후 장교 생활
1953년 7월 27일 휴전 협정으로 전투는 멈췄다. 전쟁이 끝나면서 장교들은 대체로 3~4년이면 제대하였지만, 통역장교와 법무장교·의무장교·통신장교는 특수 분야의 자격을 갖춘 장교가 모자란 관계로 3년 반을 더 복무해야 했다. 후방으로 전입하기 전 제11단장에게서 공로은성훈장을 받았지만, 당시의 부실한 병사관리로 인하여 군 경력부에서 누락되었다. 적성에 맞지 않은 군 생활에서 벗어나고 싶었지만 의무 복무 기간을 채워야하는 관계로 이러지도 저러지도 못하는 중에 1955년 파평 윤씨(坡平尹氏) 윤영자와 결혼하였다.

### 언론인 활동
7년 간의 군 생활을 보내고 제대를 앞둔 1957년 우연히 집 화장실에서 신문 밑바닥의 언론사 기자모집 광고를 보고는 통역장교를 하며 닦아온 영어 실력을 기반으로 합동통신사 채용시험에 합격하였는데, 당시 응시생 273명 중 5명을 채용하는데 리영희는 꼴찌로 합격하였고 합격자 앞 4명 모두 서울대학교 대학원 정치학과 출신이었다. 합동통신에서 첫 발령 부서는 외신부였는데 이는 영어는 물론 프랑스어에도 능한 까닭이었다. 외신부에서의 그의 주요 관심사는 베트남의 민족해방 투쟁, 중국 공산당의 혁명 전쟁, 아프리카 가나의 사회주의 지도자 은크루마의 반백인 식민지투쟁, 피델 카스트로와 체 게바라의 쿠바 혁명투쟁 등의 제국·식민주의 국가들이 지배하는 구질서에 대항하는 각 대륙 인민의 현상타파 운동이었다.

#### 이승만 정권 시절
이승만 정권은 1956년 정·부통령 선거에서 조봉암의 약진에 위협을 느끼고 이를 제거하고자 진보적인 월간지 《중앙정치》 11월호를 발매금지하고, 조봉암 등 진보당 간부들을 검거하는 등 이와 함께 언론인들에 대한 회유와 탄압 공작을 자행하면서 권력과 유착한 부패 언론인과 기백을 상실한 기자를 크게 늘게 하였다. 이 당시 《합동통신》의 기자들은 대부분 깨어 있는 언론인들이었고, 리영희도 이 같은 회사 분위기를 타고 기자의 정도(正道)를 걸었다. 그러다보니 얼마 안되는 기자 월급에 늘 생활이 궁핍하고 쪼들렸는데, 서울에서도 가장 월세가 싼 변두리인 동대문구 제기동 미나리밭 기운데에 두 칸 전셋집을 얻어 어렵게 살았다. 그러던 중 아이가 아파 병원비를 마련하기 위하여 구한 부업이 국군연합참모부에서 ‘일일 국제정세 분석보고’를 작성하는 일이었다.
내 생활이 말할 수 없이 어려웠어요. 지금은 한국외국어대학과 경희대학교가 들어서고 번듯한 주택가가 되었지만, 내가 이문동으로 이사 갔을 때에는 집도 드문드문 있었고, 지금의 경희대학교 뒤에 산이 그대로 있을 때였어. 내가 새로 얻은 방 두개에는 부엌이 따로 없어서, 새벽 4시에 출근해야 하는 남편을 위해 신혼의 아내가 그 추운 겨울에 밖에 나가서 아침밥을 짓느라 말할 수 없는 고생을 했어요. 이런 가난 속에서 부모 모시고 처 아들을 낳았는데, 그 아이가 돌이 지나면서 아파 병원에 입원했는데 불행하게도 끝내 살지 못했어. 이런 빈곤이다보니까 병원비를 대기 위해서, 그때까지 부업으로 하던 번역 일에 보태어 또 하나 반고정적인 부업을 하게 된 거지. 그것이 국군연합참모부에서 ‘일일 국제정세 분석보고’를 작성하는 것이었어.

일제의 민족 말살 정책이 절정이던 시절 학창시절을 보내고, 광복 후에도 글쓰기에 관한 정규 교육을 한 번도 받아보지 못했으며, 1950년대의 7년간은 통역장교 노릇을 하느라 모국어와 떨어져 있었던 리영희가 졸지에 기자가 되어 기사를 쓰려니 한 번도 써보지 않은 한글 문장이 제대로 나올 리가 없었다. 이에 그는 나이 30세가 다 되어 초등학교와 중·고등학교 국어 교과서를 구입하여 남몰래 독학하여 맞춤법과 글쓰는 법을 익혔다.
이승만 정권의 포악상을 지켜보면서 그저 통신사 외신부 일이나 열심히 하며 앉아있을 수만은 없었던 리영희는 국내 언론을 통해서는 할 수 없는 일을 외신을 통해 감행하는 길을 모색했는데 그러던 중 찾은 길이 미국의 《워싱턴 포스트》(The Washington Post)에 기고하는 것이었다. 1959년부터 1961년까지 '서울통신원'이라는 익명으로 활동하였는데 리영희는 미국에 원고를 보낼 때 임기를 마치고 미국으로 돌아가는 미군 장교들이나, 믿을 만한 사람이 미국에 갈 때 이를 부탁하면서, 미국에 도착하면 우체통에 넣어달라며 미국 우표를 붙였다. 4·19 혁명으로 이승만 정권이 무너진 후부터 《워싱턴 포스트》에는 그의 실명으로 칼럼이 오르게 되었다. 1959년 ‘풀브라이트 장학계획’의 일원으로 선발되어 풀브라이트 장학생으로 미국으로 건너가, 노스웨스턴 대학교에서 신문학 연수를 받았다.

#### 4·19 혁명 시기

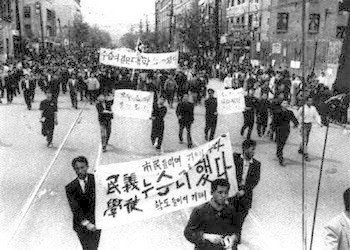
4·19 혁명

미국 연수를 마치고 귀국한 리영희는 정권 교체를 희망하였으나, 조병옥의 돌연한 사망과 3·15 부정선거를 지켜보았고, 4·19 혁명이 발발하자 펜을 놓고 서슴없이 시위대열에 가담하였다.
나는 4.19 전후의 사건들을 남의 일처럼 방관하거나 무관심하게 지나칠 수가 없었어요. 1960년 4월, 이승만 정권이 정·부통령 선거 부정투표 조직에 항의하는 항의데모가 전국에서 일어나고 계엄령이 발동됐어요. 4월 12일인가? 편집국에서 기사를 작성하고 있는데, 을지로네거리를 지나가는 데모대의 함성소리가 들려왔어. 합동통신 사옥이 바로 거기였으니까, 나는 펜대를 놓고 뛰어나갔지. (중략) 그렇게 난 4.19의 현장 속에서 살았어요.

리영희의 혁명 참여는 연일 계속되었다. 4월 19일 광화문에서 경무대로 돌진할 때도 그 속에 끼었는데, 기자로서 취재를 하려는 목적이 아니라 그 자신이 학생들의 반독재투쟁 열기에 일체화되어 있었다. 낮에는 시위에 참여하고 밤에는 학생들의 시위와 한국의 실정을 알리는 평론을 작성하여 《워싱턴 포스트》에 보냈고, 이에 《워싱턴 포스트》가 특파원을 보내자 리영희는 그와 동행하여 취재를 도왔다.
4·19 혁명이 민중의 승리로 기울기 시작하자, 4월 25일 전국 27개 대학 교수 258명이 시국선언을 발표하고 시위를 하였는데, 이에 대해 리영희는 비판적이었다. 교수들이 이승만이 이미 실권한 사실을 알고서야 뒤늦게 나섰고, 학생들이 차려놓은 밥상에 뒤늦게 슬쩍 숟가락만 얹어놓았다고 생각했던 이유에서였다.

#### 5·16 군사정변 시기

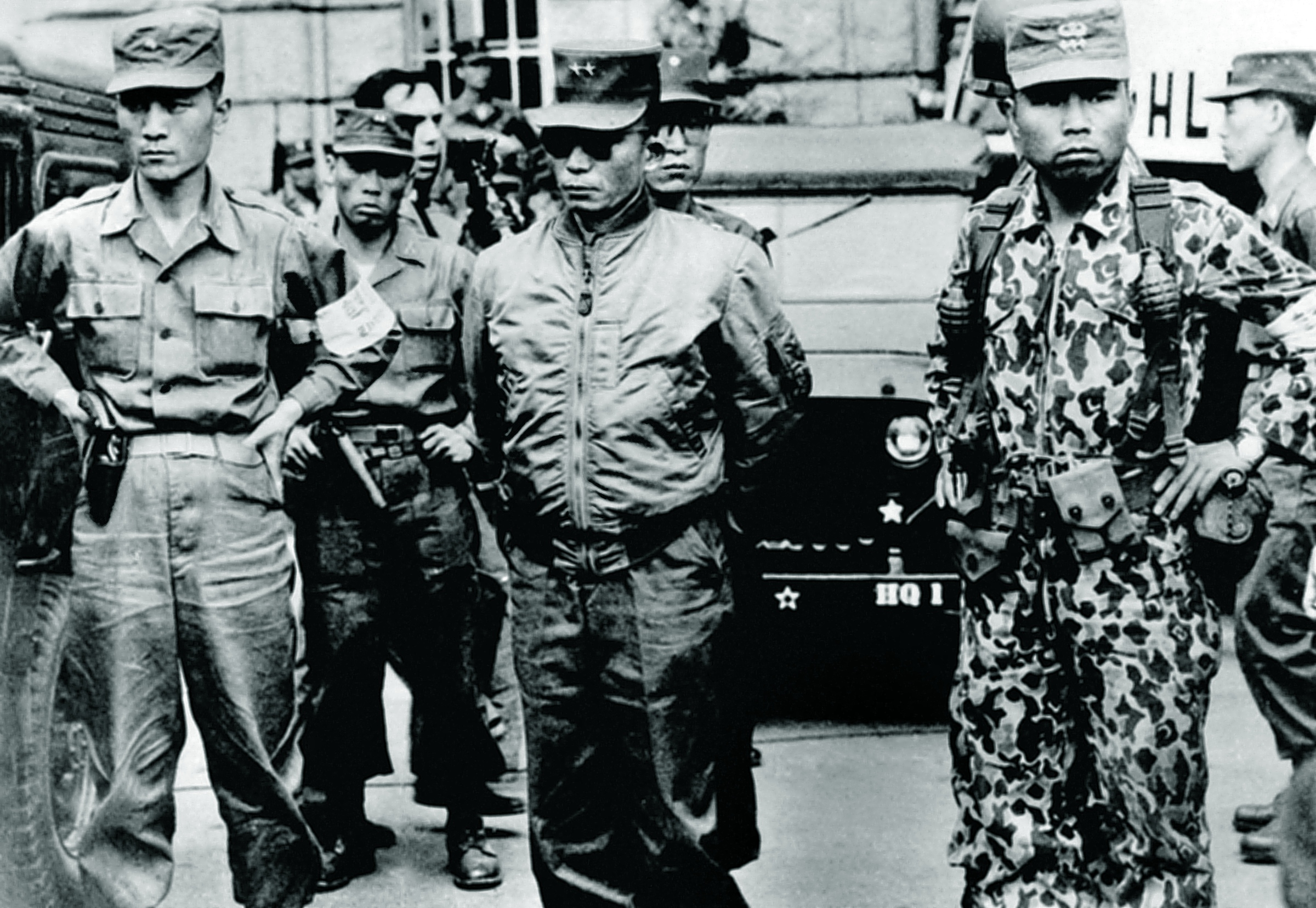
5·16 군사정변 당시 박정희

1961년 5월 16일 박정희를 비롯한 반란군이 쿠데타를 일으켜 장면 내각을 전복시켰다. 이에 5·16 군사정변은 언론인으로서의 리영희에게는 청천벽력이고 가시밭길의 시작이었다. “개혁과 숙정의 대상이어야 할 군대가 무엇을 바로잡겠다고 나서다니, 언어도단입니다. 쿠데타라니? 도저히 정당화할 수 없습니다. 우리는 모든 힘을 다해서 군대의 정권 탈취에 반대해야 합니다.”라며 외신부 기자들 앞에서 이런 발언을 하며 언론사 검열과 감시를 위해 찾아온 쿠데타 군인들을 문전에서 쫓아버리기도 하였고, 5.16 군사정변에 반대하는 글을 미국의 《뉴 퍼블릭》에 기고하였다. 박정희는 정권장악이 확고해지자 방미(訪美) 길에 올랐다. 리영희는 이를 두고 “정권을 세운 박정희가 마치 옛날 왕조시대에 세자책봉이나 왕위계승의 윤허를 얻고 조공을 바치기 위해서 상전의 나라 중국을 찾아가는 꼴로, 케네디 미국 대통령을 알현하기 위해서”라고 지적했다. 그런데 운명의 여신은 짓궂은 것인지 리영희는 박정희의 방미 취재 기자로 지명되었다. 군정 당국은 《합동통신》 편집국장에게 이승만 정권과 민주당 정권에서 부정·부패·타락에 연루되지 않은 기자를 선정해 보내라고 했는데 이에 리영희를 지명했던 것이었다. 미국에 건너간 기자들은 박정희·케네디 회담을 군사·경제원조와 함께 박정희를 한국의 권력자로 공식 승인한 것처럼 대대적으로 보도하였다. 그러나 이는 거짓 기사였고, 이에 대한 실체를 알고싶던 리영희는 기고를 통하여 사귀게 된 《워싱턴 포스트》의 주필과 편집국장의 도움으로 케네디가 한 발언을 소상하게 알게 되었다. 특종기사였던 것이다.
케네디는 박정희에게 조속한 시일 내에 공정한 선거를 통한 민정으로 이양할 것, 민정이양에 앞서는 군의 정치 관여 금지와 원대복귀, 그때까지 모든 경제원조의 집행 연기, 군사원조의 잠정적 동결, 박정희가 제1차 경제계획으로 요구한 공업화 계획 자원 23억 달러 요구의 백지화, 조속한 한·일회담 재개를 통하여 단시일 내의 한일 국교정상화 실현, 베트남사태에 대한 남한의 협력 등을 요구한 거예요. 그 중에서도 조속한 민정이양, 군의 원대복귀, 그리고 가장 중요한 조건은 한일회담 재개를 통한 조속한 한·일 국교정상화 실현이었어요.

귀국 후, 박정희는 경무대에서 군 실력자들과 방미외교 성공 축하파티를 거창하게 열었는데, 다른 수행기자들은 다 초청하면서 리영희만 제외하였고, 당시 왜곡된 기사를 썼던 기자들은 그 뒤 국회의원, 부총리, 국회의장으로 출세가도를 달렸다. 리영희가 이러한 진실된 기사를 쓰고도 무사할 수 있었던 것은 기사 내용이 미국과 관련되었기 때문이었다. 미국 정부에 명줄을 대고 있는 군사정권이 리영희를 구속했다가는 오히려 파장을 불러올 것이었기 때문이었다.

#### 박정희 정권 시절
리영희는 29세 때인 1957년부터 1963년까지 외신 기자 생활을 하였고, 1963년 여름부터 정치부로 옮겨 중앙청과 외무부를 출입하였다. 1961년 대한민국은 홍수로 인하여 식량이 바닥나고 민심이 흉흉해 있었으나, 미국 정부는 의회에서 통과시킨 대(對)한국 식량 원조를 해가 바뀌도록 집행하지 않고 있었다. 이러한 상황에 이유가 있을 것이란 생각을 한 리영희는 주한 미국대사관 문정관 그레고리 핸더슨과의 면담에서 특종을 건지게 되는데, ‘박정희가 케네디와 약속한 민정이양을 지키지 않아서 미국 정부가 식량 원조 집행을 보류하고 있다는 것’이었다. 이를 기사화하여 박정희 정권은 물론이고 케네디 정부도 큰 충격을 받게 되었다.
1964년 10월 리영희는 《조선일보》 외신부로 직장을 옮겼다.

### 교수 생활

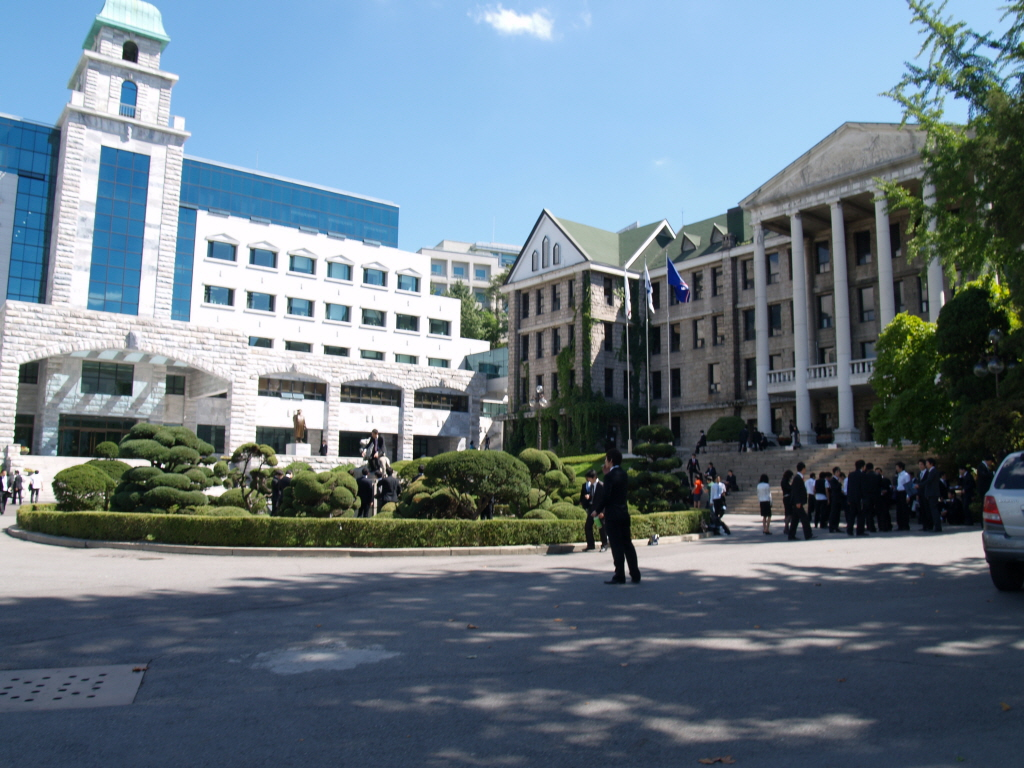
한양대학교

리영희는 1972년 1월 한양대학교 신문방송학과 조교수로 교단에 섰다. 신문사 재직 시절 2년 동안 한양대학교 신문방송학과에 출강한 적이 있었는데, 장룡(張龍) 교수가 정년퇴임하면서 그를 추천한 것이다. 교수로 재직하면서 오히려 언론사의 갇힌 영역을 벗어남으로써 보다 넓고 자유로운 공간에서 활동할 수 있게 되었다. 《전환시대의 논리》에 실린 대부분의 평론이 교수시절 쓴 글이기도 하다. 그러면서 앞으로 국제정세에 큰 변수가 될 중국 문제 연구에 몰두하는 한편 국제 앰네스티 한국지부 결성에 참여하여 인권운동에 나섰다. 그가 1960년대에 베트남 연구에 전념했다면, 1970년대에는 중국 문제에 보다 많은 관심과 연구를 집중했다.
1987년에는 미국 캘리포니아 버클리 대학에서 교환교수로 한국사를 강의하였다. 이후 한겨레신문의 이사 및 논설위원으로 일했다. 1989년에는 한겨레신문의 방북취재를 기획했다는 이유로 다시 국가보안법에 의해 복역하였으나, 특사로 사면복권에 되어 석방되었다.

### 말년
1995년 한양대학교를 정년퇴임 할 당시 20년의 교수 생활에도 두 차례의 강제해직 때문에 퇴직연금을 처음에는 받지 못하였으나, 이후 학교측의 배려로 연금을 받을 수 있게 되었다. 같은 해 단재(丹齋) 신채호(申采浩)를 기리는 ‘단재학술상’을 받았다. 그리고 국민의 정부 시절 ‘햇볕정책’으로 남·북 간 화해협력 분위기가 감돌면서 1998년 11월 10일 꿈에도 그리던 고향 방문에 나섰다. 북한에서 귀환한 그 해 11월 《스핑크스의 코》를 출간하였다.
독재정권과 싸우다가 고문을 당하거나 옥고를 치른 민주인사들은 대부분 노후에 몇 가지씩 질병을 앓는데, 리영희의 경우 40여 년 동안 연구와 집필에 정신의 진을 빼고, 아홉 번의 연행, 다섯 번의 기소 또는 기소유예, 총 1012일 동안의 징역살이를 하느라 육신이 많이 상했다. 72세가 되던 2000년 리영희는 ‘만해상’을 수상하였는데, 그 기쁨도 잠시 11월 16일 뇌출혈로 쓰러졌다. 기관지염이 있고 심장까지 좋지 않아 2002년 겨울에는 태국으로 요양을 가기도 했다. 집요한 노력으로 건강을 꽤 회복한 리영희는 2005년 문학평론가 임헌영과의 대화 형식으로 자서전인 《대화》를 펴냈다. 《대화》는 많은 매체와 기관으로부터 올해의 책으로 선정되었다.
2006년 한국기자협회로부터 ‘기자의 혼 상’을 수상하였고, 2007년 《한겨레》가 제정한 ‘한겨레 통일문학상’을 수여받았으며, 2008년에는 김대중 전 대통령의 업적을 기리고 5·18 정신의 학술적 계승을 위해 2007년 전남대학교에서 제정한 ‘김대중 학술상’을 받았다. 뒤늦게 상복이 터진 것이다. 2009년 7월 이명박 정부의 통치행태와 관련하여 “지난 1년 반 동안 이명박 통치시대는 비인간적, 물질주의적, 반인권적 파시즘 시대의 초기에 들어섰다” 고 경고했던 리영희는 언론사 인터뷰에서 더욱 날을 세워 이명박의 독주와 반민주 행태를 공박했다.
이승만 정부 이후, 과거 민족이익을 배반하고 지배적 외세에 충성을 다했던 세력과 개인이 기득권과 생존권을 보존하려는 본능적인 투쟁, 자기방어의 방법으로 ‘반공’이란 걸 택했단 말이지. 제 이익에 부합하지 않으면 용공으로 몰아서 어떤 인간적 가치도 거부했어요. 거부할 뿐 아니라 말살할 상대로 봐왔고, 내가 지금이 파쇼의 초기 단계라고 한 것도 그런 세력이 사회를 지배해나갈 때를 말하는 거예요. 거기에다 좀 더 지능적이고 현대적인 방법론을 갖춘 정치세력이 등장했지. 과거 전두환 시대까지는 폭력적인 방법으로 이룩하려고 한 것을 지금 이 정권과 그 정권을 옹호·지지하는 세력은 아주 뛰어난 현대적 기술과학·사회과학적 두뇌를 갖고 좀 더 부드럽고 보기 좋게 겉치레하고 있어요. 노골적인 폭력이 아니라 그 폭력의 외모를 온갖 현대적인 단어로 겉치레하는 것이지.

### 사망과 사후

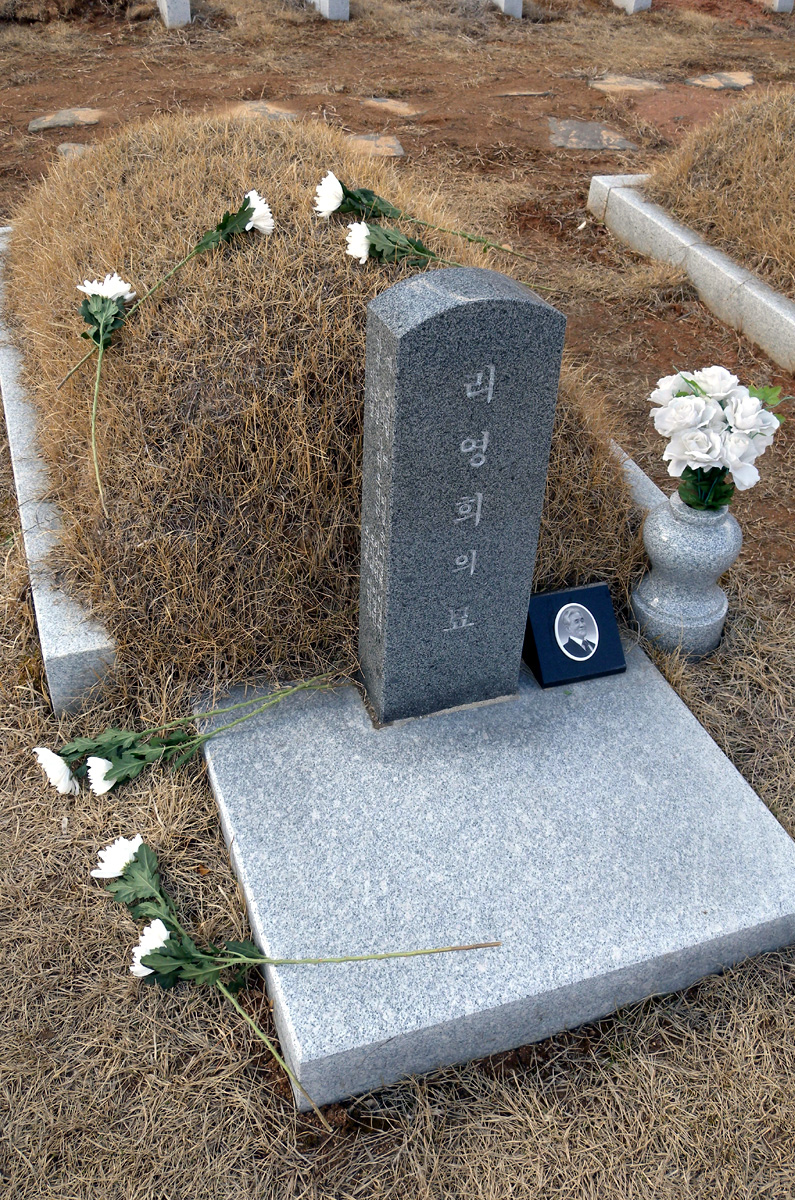
리영희의 묘 (국립 5·18 민주 묘지)

2010년 3월 병환으로 다시 쓰러진 리영희는 간경화 증세에, 신장 기능마저 약해져 복수가 차는 증상이 나타났고, 결국 2010년 12월 5일 0시 30분 경, 간경화가 악화되어 사망하였다. 향년 82세였다. 빈소는 서울 신촌 세브란스 병원에 마련되었고, 장례는 민주사회장으로 치러졌으며, 국립 5·18 민주 묘지에 안장되었다.

## 평가

### 긍정적 평가
사회비평가이자 사회민주주의를 토대로 한 사회운동가, 언론인이었던 리영희는 1970~80년대 운동권 대학생과 진보세력 사이에서 ‘사상의 은사’였다. 대한민국에서 ‘실천하는 지성’，‘진보세력의 거목’으로 불리며 언론인으로서 대한민국 민주화 운동에 많은 기여를 했다는 평가를 받았으며, 강준만은 ‘리영희는 좌우(左右) 이념을 뛰어넘는 한국 사회의 소중한 지적 자산’이라고 평했다. 유시민은 자신의 저서인 《청춘의 독서》에서 지식인은 무엇으로 사는가에 대하여 리영희가 진실, 진리, 끝없는 성찰, 그리고 인식과 삶을 일치시키려는 신념과 지조, 진리를 위해 고난을 감수하는 용기와 더불어 산다고 말하며, 리영희 선생처럼 살고 싶다고 하였다. 반공을 제1의 국시로 삼던 시절 금기시 되던 김산이나 중국 혁명 그리고 베트남 전쟁등을 탐구했고, 이것이 운동권에게 큰 영향을 주었다는 점에서 긍정적인 평가를 내리기도 한다.

### 부정적 평가
한편 이영희의 부정적인 면으로는 다음 사항들을 이야기 한다. 이영희가《8억인과의 대화》에서 중국의 문화대혁명을 지나치게 미화하였다고 비판하는 동시에, 그의 저서가 오히려 '북한맹과 시장맹'이라는 치명적인 오류를 가지고 있다는 것이다. 그는 거창 양민학살은 비난 하면서도 전후 모택동 정부의 문화대혁명에서의 숙청 희생자에 대한 언급을 회피한다는 비판을 받기도 한다.그러나 이는 우파적인 시각에서만 바라보았을 때 나올 수 있는 비판일 뿐이다.
- 이동호(李東湖), [한 386의 고백] 나의 사상적 스승 리영희를 비판한다 『리영희와 左派는 더 이상 사실을 속여서는 안된다』 월간조선 2005년 9월호

## 상훈
- 1989년 주한외국인협회 자유언론상
- 1995년 단제학술상
- 1999년 제4회 늦봄통일상
- 2000년 제4회 만해상 실천상
- 2006년 제17회 심산상
- 2006년 제1회 기자의혼상
- 2006년 제1회 단재언론상
- 2007년 제9회 한겨레통일문화상
- 2008년 제2회 후광 김대중 학술상

## 학력
- 경성공립공업학교 전기과
- 국립해양대학 항해학 학사
- 미국 노스웨스턴 대학교 대학원 신문학 연수

## 영향을 준 인물
- 문재인

## 저서
- 《8억인과의 대화》. 창작과비평사. 1977년 10월 1일. ISBN 2006335000027.
- 《분단을 넘어서》. 한길사. 1984년 10월 1일. ISBN 8935656925.
- 《10억인의 나라》. 두레. 1985년 1월 1일. ISBN 2001792000016.
- 《베트남전쟁》. 두레. 1985년 7월 1일. ISBN 2001792000351.
- 《역설의 변증》. 한길사. 1987년 3월 1일. ISBN 8935656933.
- 《역정(나의 청년시대)》. 한길사. 1988년 3월 1일. ISBN 8935656941.
- 《반핵:핵위기의 구조와 한반도》. 창비(창작과비평사). 1988년 8월 1일. ISBN 8936410865.
- 《서대문형무소》. 열화당. 1988년 10월 1일. ISBN 8930105238.
- 《우상과 이성》. 한길사. 1990년 8월 1일. ISBN 8935656909.
- 《자유인 자유인》. 한길사. 1990년 9월 1일. ISBN 893565695X.
- 《인간만사 새옹지마》. 범우사. 1991년 7월 1일. ISBN 8908061010.
- 《국가선진화를위한 개혁과제 20》. 길벗. 1994년 2월 6일. ISBN 8975605035.
- 《지식인의 세계》. 동녘. 1998년 3월 20일. ISBN 8972973890.
- 《스핑크스의 코》. 까치. 1998년 11월 5일. ISBN 8972912123.
- 《전환시대의 논리》. 창작과 비평사. 1974년 6월 5일.
  - 《전환시대의 논리》(개정판). 창작과 비평사. 1999년 1월 20일. ISBN 8936410040.
- 《반세기의 신화 (휴전선 남·북에는 천사도 악마도 없다)》. 삼인. 1999년 1월 31일. ISBN 8987519287.
- 《동굴 속의 독백》. 나남. 2000년 1월 31일. ISBN 893003750X.
- 《새는 좌우의 날개로 난다》. 한길사. 2001년 12월 17일. ISBN 8935656968.
- 《대화》. 한길사. 2005년 3월 10일. ISBN 8935655546.
- 《21세기 아침의 사색》. 한길사. 2006년 8월 30일. ISBN 893565700X.
- 《80년대 국제정세와 한반도》. 한길사. 2006년 8월 30일. ISBN 8935656917.
- 《21세기 첫 십년의 한국(우리시대 희망을 찾는 7인의 발언록)》. 철수와영희. 2008년 5월 10일. ISBN 9788995833889.
- 《희망》. 한길사. 2011년 1월 14일. ISBN 9788935661732.

## 참고 자료
- 강준만 (2004). 《리영희(한국현대사의 길잡이)》. 개마고원. ISBN 8957690123.
- 리영희 (2005). 《대화》. 한길사. ISBN 8935655546.
- 김삼웅 (2010). 《리영희 평전》. 책보세. ISBN 978-89-93854-26-8.